# Kristjan Knall

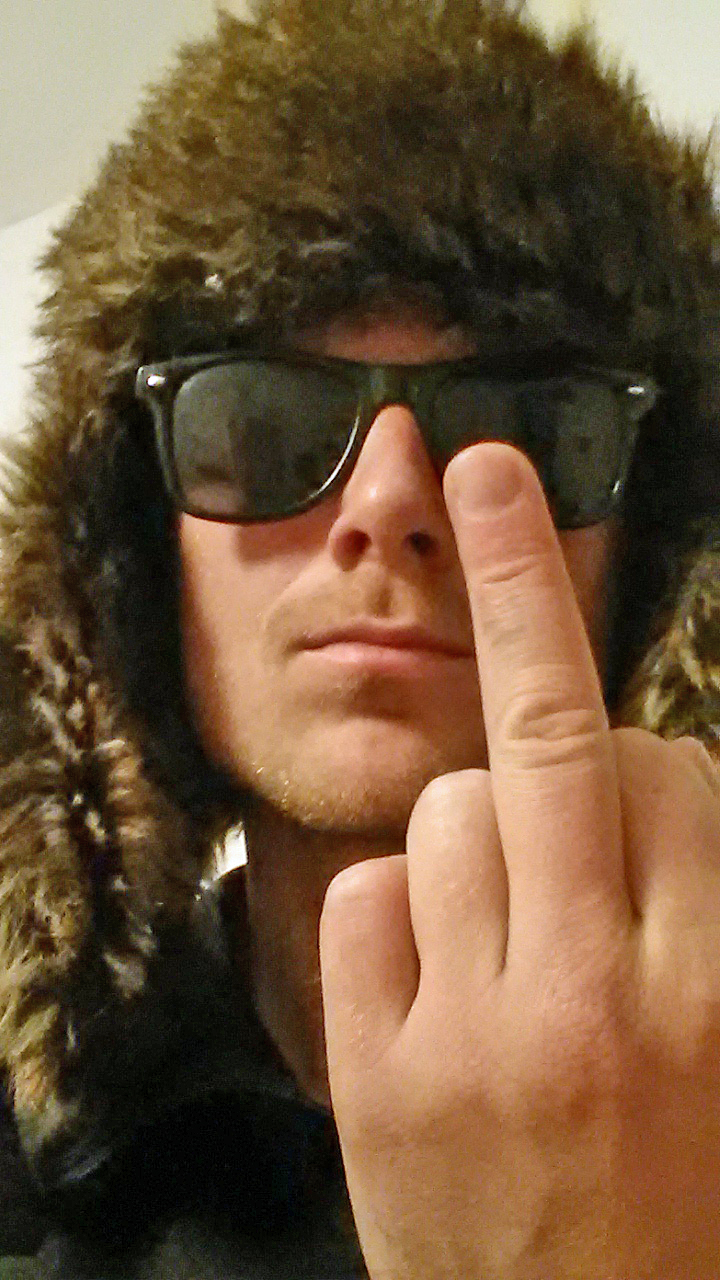
Kristjan Knall

Kristjan Knall ist das Pseudonym eines deutschsprachigen Autors, der nach eigenen Angaben in Berlin lebt.

## Leben
Knalls Künstlername ist eine Kurzform von „Da kriegst du ja einen Knall“ (zu Christian klitisiert). Seit 2013 verfasst er Bücher zum Thema Berlin und zur Gesellschaftskritik und tritt in Radiosendungen auf. Oft spielen die Handlungen in schäbigen Milieus und an den Rändern der Gesellschaft. Der beleidigende und vulgäre Stil steht im oft ironisch gebrochenen Kontrast zur Aussage. Kristjan Knall setzt sich für linksprogressive Ziele ein, unter anderem die Abschaffung des Kapitalismus, Transparenz in der Politik und das Bedingungslose Grundeinkommen. Mitunter vertritt er provokante Thesen wie die Abschaffung von Kindern. 2016 moderierte er bei einer Fragerunde für Rockradio Berlin über die Berliner Direktkandidaten für die Wahl zum Abgeordnetenhaus 2016. Der Gentrifizierung steht er kritisch gegenüber. In einem Artikel des Stadtmagazins Zitty hieß es 2019 über die Revitalisierung der Neuköllner Karl-Marx-Straße: „Die Christian Lindner-Kacke läuft hier nicht“. 2020 setzte er sich für den Erhalt des linksalternativen Barprojekts Syndikat in Berlin-Neukölln ein.

## Veröffentlichungen
- Berlin zum Abkacken. Eulenspiegel-Verlag 2013, ISBN 978-3-359-02381-4.
- Stoppt die Klugscheißer – Ein Motzbuch. Eulenspiegel Verlag, 2013, ISBN 978-3-359-02416-3.
- Europa ist geil – nur hier nicht. Eulenspiegel Verlag, 2014, ISBN 978-3-359-02451-4.
- Transhumanismus on Ice: Ein Survivalguide für die Ewigkeit. Bookrix, München 2016
- 111 Gründe, Berlin zu hassen: die Stadt so, wie sie wirklich ist. Schwarzkopf & Schwarzkopf Verlag, 2016, ISBN 978-3-86265-562-5.
- Neukölln – Ein Elendsbezirk schießt zurück. Periplaneta Verlag, 2019, ISBN 978-3-943412-45-1.
- No G20! – Der Schwarze Block schlägt zurück. C.M. Brendle Verlag, 2019, ISBN 978-3-942796-30-9.
- Heldenhass. Das Böse siegt immer und das ist auch gut so. Edition Subkultur, 2020, ISBN 978-3-943412-89-5.
- Marx‘ Rache – Endlich Corona! Edition Subkultur, 2020, ISBN 978-3-948949-00-6.
- Platon sieht Chemtrails. Eine Abrechnung mit Verschwörungstheorien p.machinery, 2021, ISBN 978-3-95765-224-9.
- Böse ist besser – Der Ratgeber, um unfassbar reich, schön und glücklich zu werden. Edition Blickpunkt. 2024, ISBN 978-3-95996-264-3

## Rezeption
Das Lifestyle-Magazin Vice schrieb 2016 über Knalls Buch Berlin zum Abkacken: „[…] was Kristjan Knall dem Leser hier anbietet, ist ein ewiges Rumreiten auf veralteten Klischees mit einer gewollt radikal geschriebenen ‚Früher war alles besser‘-Leier. Das Problem des Buchs: Es tut weder jemandem weh, noch macht es sonderlich viel Spaß.“
In einer 2015 erschienenen Buchbesprechung zu Europa ist geil in der FAZ heißt es: „Sein anarchisches Anti-Europa-Buch ist eine konsum- und kommunismuskritische, angenehm ideologiefreie Zeitreise und desillusionierende Geisterfahrt nach Absurdistan […]“ „Einziger Wermutstropfen ist bei allem Spaß an politischer Unkorrektheit Knalls Hang zu Kraftausdrücken, die der humorbegabte und beobachtungsgenaue Autor gar nicht nötig hätte.“